# Vincenzo Caldarone
Vincenzo Caldarone (Andria, 10 marzo 1957) è un politico italiano.

## Biografia
Nato ad Andria nel 1957, dopo il diploma di perito industriale in telecomunicazioni si è laureato in economia e commercio, svolgendo la professione di consulente economico. Iscritto sin dall'età di quindici anni alla Federazione Giovanile Comunista Italiana, è stato dirigente locale del PCI, venendo eletto consigliere della Provincia di Bari nel 1990 e nel 1995. Dal 1993 al 1996 ha ricoperto la carica di assessore e vicesindaco del comune di Andria durante il mandato di Giannicola Sinisi.
Candidato a sindaco di Andria alle amministrative del 1996 nelle file del Partito Democratico della Sinistra, è stato eletto con il 67,1% dei voti contro il 32,9% di Egidio Fasanella, candidato del centro-destra. Nel 2000 viene riconfermato per un secondo mandato.
Dal 2004 al 2009 è assessore alle politiche comunitarie della Provincia di Bari. In seguito alla nascita del Partito Democratico, Caldarone decide di non iscriversi, preferendo continuare l'attività politica come indipendente. Nel 2018 fonda la lista civica "Andria Bene Comune", associata al partito Italia in Comune, appoggiando il candidato del centro-sinistra alle elezioni amministrative del 2020.
Coniugato con Anna Maria Dalò, è padre di due figli, Adriana e Alessandro.